# Брама до небес
«Бра́ма до небе́с» (рос. «Ворота в небо») — російський радянський художній фільм, знятий режисером Даміром Вятич-Бережних на кіностудії «Мосфільм» у 1983 році.
Знятий за мотивами книги повістей Володимира Баскакова «Танкісти».

## Виконавці і ролі
- Георгій Жжонов — полковник Іван Лукич Лебеденко;
- Валерій Хромушкін — капітан Андрій Нікольський, кореспондент газети;
- Анатолій Васильєв — генерал Микола Єгорович Шубніков, командир танкового корпусу;
- Ернст Романов — підполковник Рубінов;
- Юрій Назаров — старшина Горобець, командир банно-прального загону;
- Тетяна Божок — Віра, війсковослужбовець банно-прального загону;
- Володимир Кузнецов — Кононов;
- Володимир Носик — Іващенко, танкіст;
- Володимир Гуляєв — Тихін Новодережкін, водій Лебеденка;
- Улдіс Тумпіс — Клейн, оберштурмбанфюрер СС;
- Улдіс Лієлдідж — Карл, танкіст;
- Ірена Симонайтите — Еріка Ганзен;
- Юозас Кіселюс — єфрейтор Густав Ганзен, танкіст;
- Карліс Зушманіс — Кнушке, фельдфебель;

та інші.